# Back to the BASIC
「Back to the BASIC」（バック・トゥ・ザ・ベーシック）は杏里25枚目のシングル。1991年6月21日発売。発売元はフォーライフ・レコード。

## 解説
『Back to the BASIC』は、15thアルバム『NEUTRAL』からシングルカットされ、c/wの『Voice of my heart』と共に、東芝スーパーVHS 「ARENA」CMソングとして起用され、CMにも出演した。
シングルカットにあたってリミックスが行われ、『NEUTRAL』収録ヴァージョンとは大きく異なる「Remix#1」「Remix#2」の2種類のリミックスが制作・収録された。後年の「16th Summer Breeze」に収録されたものも新録であったため、こちらもオリジナルとは大きく異なっている。

## 収録曲
作曲：ANRI 編曲：小倉泰治
1. Back to the BASIC (Remix#1)
2. Back to the BASIC (Remix#2)
  - 作詞：ANRI

東芝スーパーVHS 「ARENA」CMソング
3. Voice of my heart
  - 作詞：LINDA HENNRICK

東芝スーパーVHS 「ARENA」CMソング

## 関連作品
- NEUTRAL
- MY FAVORITE SONGS 2
- 16th Summer Breeze
- Anri The Best